# Propagazione degli errori
In fisica, per propagazione degli errori si intende l'effetto dell'errore (o variabilità) di un vettore di variabili aleatorie sull'errore associato ad una funzione di esso. Tali variabili, quando oggetto di rilevazione sperimentale, sono inoltre soggette a variabilità osservazionale dovuta a limitazioni nella misura (dovuta ad esempio alla precisione degli strumenti di misura), che si propaga alla funzione delle osservazioni.
Ad una variabile {\displaystyle X} è possibile associare un errore aleatorio {\displaystyle \Delta X} detto errore assoluto, che esprime il grado di incertezza nella misura del valore di {\displaystyle X}, anche se più spesso tale errore è espresso tramite la deviazione standard {\displaystyle \sigma } o, in caso di analisi chimiche, l'incertezza composta {\displaystyle u_{c}(x)}. Una misura frequentemente usata è l'errore relativo {\displaystyle {\frac {\Delta X}{X}}}, esprimibile anche in via percentuale, o più in generale il coefficiente di variazione, espresso mediante il rapporto {\displaystyle {\frac {\Delta X}{|\mu |}}}, dove con {\displaystyle \mu } s'intende il valore atteso (media, o ancora valore vero) di {\displaystyle X}.
Se si conosce o si può ipotizzare la distribuzione di probabilità della variabile oggetto di misura, è possibile inoltre probabilizzare intervalli di valori in cui possa essere inclusa la variabile. Spesso si assume normalità in distribuzione per tale quantità, con media nulla in assenza di errori sistematici (bias) e con deviazione standard pari proprio all'errore assoluto. Sotto tale ipotesi, l'intervallo di ampiezza {\displaystyle \sigma } {\displaystyle [X-\Delta X,X+\Delta X]} ha associata una probabilità approssimativamente 0.68, mentre l'intervallo 2σ {\displaystyle [X-2\Delta X,X+2\Delta X]} una probabilità approssimativamente pari a 0.96.

## Formula generale

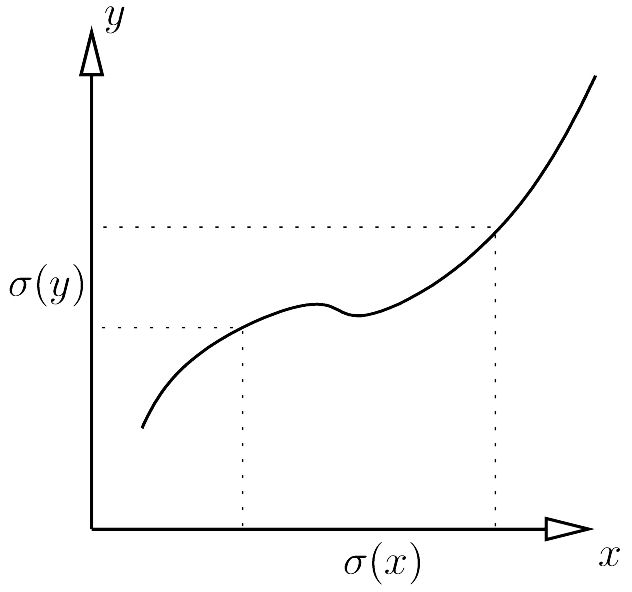
Andamento grafico della formula di propagazione degli errori

Sia {\displaystyle f(x_{1},x_{2},...,x_{n})} una funzione dipendente da {\displaystyle n} variabili del tipo {\displaystyle x_{1},x_{2},...,x_{n}}; l'incertezza di ciascuna variabile è data da {\displaystyle \Delta x_{i}}:
{\displaystyle x_{i}\pm \Delta x_{i}\,.}
Se le variabili non sono correlate, si può calcolare l'errore {\displaystyle \Delta f} di {\displaystyle f} partendo dalle incertezze delle singole variabili:
{\displaystyle \Delta f=\Delta f\left(x_{1},x_{2},...,x_{n},\Delta x_{1},\Delta x_{2},...,\Delta x_{n}\right)={\sqrt {\sum _{i=1}^{n}\left({\frac {\partial f}{\partial x_{i}}}\Delta x_{i}\right)^{2}}}\,,}
dove {\displaystyle {\frac {\partial f}{\partial x_{i}}}} è la derivata parziale di
{\displaystyle f} per la {\displaystyle i}-esima variabile.
Se le variabili sono invece correlate, si inserisce la covarianza tra coppie di variabili {\displaystyle C_{i,k}=cov(x_{i},x_{k})} come una doppia somma tra ogni coppia {\displaystyle (i,k)}:
{\displaystyle \Delta f={\sqrt {\sum _{i=1}^{n}\sum _{k=1}^{n}\left({\frac {\partial f}{\partial x_{i}}}{\frac {\partial f}{\partial x_{k}}}C_{i,k}\right)}}.}
Dopo aver calcolato {\displaystyle \Delta f}, si può quindi affermare che il valore della funzione con la sua incertezza è pari a:
{\displaystyle f\pm \Delta f\,.}
Non è certo un risultato sorprendente: le incertezze sulle {\displaystyle x} influiscono sulla variabile {\displaystyle y} a seconda di come le variabili siano tra loro correlate. Sviluppando mediante un polinomio di Taylor la funzione {\displaystyle f(x)} fino al primo ordine (nell'ipotesi che tutti i termini di ordine superiore al primo siano trascurabili), le derivate del primo ordine descrivono bene l'andamento stesso della funzione.
Si forniscono dunque alcune formule per il calcolo dell'incertezza di funzioni particolari assumendo sempre la presenza di covarianza tra le variabili come {\displaystyle C_{i,k}}, dove {\displaystyle i} e {\displaystyle k} sono due generiche variabili, espressa negli esempi come {\displaystyle A}, {\displaystyle B} o {\displaystyle C}.

## Esempi
| Funzione                           | Incertezza | Incertezza |
| ---------------------------------- | --- | ---------- |
| {\displaystyle X=A\pm B}           | {\displaystyle (\Delta X)^{2}=(\Delta A)^{2}+(\Delta B)^{2}\pm 2\cdot C_{A,B}} |            |
| {\displaystyle X=cA}               | {\displaystyle \Delta X=\|c\|\cdot \Delta A} |            |
| {\displaystyle X=A\cdot B\,}       | {\displaystyle (\Delta X)^{2}=B^{2}(\Delta A)^{2}+A^{2}(\Delta B)^{2}+AB\cdot 2\cdot C_{A,B}} |            |
| {\displaystyle X=A\cdot B\cdot C}  | {\displaystyle (\Delta X)^{2}=(BC)^{2}(\Delta A)^{2}+(AC)^{2}(\Delta B)^{2}+(AB)^{2}(\Delta C)^{2}+2\cdot BC\cdot AC\cdot } {\displaystyle \cdot C_{A,B}+2\cdot BC\cdot AB\cdot C_{A,C}+2\cdot AC\cdot AB\cdot C_{B,C}} |            |
| {\displaystyle X=A^{i}\cdot B^{j}} | {\displaystyle (\Delta X)^{2}=i^{2}A^{2i-2}B^{2j}(\Delta A)^{2}+j^{2}A^{2i}B^{2j-2}(\Delta B)^{2}+2\cdot iA^{2i-1}\cdot jB^{2j-1}\cdot C_{A,B}}                                                                         |            |
| {\displaystyle X={\frac {A}{B}}}   | {\displaystyle (\Delta X)^{2}={\frac {(\Delta A)^{2}}{B^{2}}}+{\frac {A^{2}}{B^{4}}}\cdot (\Delta B)^{2}-2\cdot {\frac {A}{B^{2}}}\cdot {\frac {1}{B}}\cdot C_{A,B}}                                                    |            |
| {\displaystyle X=\ln(A)}           | {\displaystyle \Delta X={\frac {\Delta A}{A}}} |            |
| {\displaystyle X=e^{A}}            | {\displaystyle \Delta X=e^{A}\cdot \Delta A} |            |

## Applicazioni

### Calcolo degli estremi
Una prima semplice applicazione consiste nell'inserire nei calcoli gli estremi dell'intervallo dell'errore; se la misura vale:
x ± Δx
allora il « valore reale » è compreso nell'intervallo [x-Δx;x+Δx].
Si calcola quindi:
y1 = ƒ(x-Δx)
y2 = ƒ(x+Δx)
e, secondo l'ordine di y1 e y2, si considera [y1;y2] o [y2;y1] come l'intervallo dell'errore.
Questo metodo può essere utilizzato solo se la funzione è monotòna nell'intervallo [x-Δx;x+Δx].

### Calcolo della derivata
Un metodo semplice utilizzato spesso nella Fisica prevede l'utilizzo del polinomio di Taylor arrestato al primo ordine, ovvero la sostituzione della funzione ƒ con la sua retta tangente per stimare l'errore. Si ha:
{\displaystyle f(x)=f(a)+f'(a)(x-a)+o(x)}
dove o(x) è una funzione tendente a zero. Se si sostituisce x con a + Δa, si ottiene:
{\displaystyle f(a+\Delta a)=f(a)+f'(a)\Delta a+o(a+\Delta a)}
Si può dunque ricavare che:
{\displaystyle \Delta y\approx f'(a)\Delta a}

### Calcolo dei differenziali
Si può utilizzare la legge dei gas perfetti come esempio:
{\displaystyle P\times V=n\times R\times T}
dove
- P : è la pressione del gas;
- V : è il volume occupato dal gas;
- n : è il numero di moli del gas;
- R : è la costante dei gas perfetti, pari a 8,314 J·K-1·mol-1;
- T : è la temperatura assoluta del gas, in kelvin.

La pressione in funzione di n, R, T e V si esprime come:
{\displaystyle P={\frac {n\times R\times T}{V}}}
e scrivendo i rispettivi differenziali si ha:
{\displaystyle dP={\frac {n\times R}{V}}dT+{\frac {n\times T}{V}}dR+{\frac {R\times T}{V}}dn-{\frac {n\times R\times T}{V^{2}}}dV}
Se si sostituiscono i vari dx con i rispettivi errori, si ottiene:
{\displaystyle \delta P={\frac {n\times R}{V}}\delta T+{\frac {n\times T}{V}}\delta R+{\frac {R\times T}{V}}\delta n-{\frac {n\times R\times T}{V^{2}}}\delta V}
che fornisce l'errore assoluto del valore di P conoscendo gli errori di T, R, n e V. Da questa formula, inoltre, si ricava:
{\displaystyle {\frac {\delta P}{P}}={\frac {\delta T}{T}}+{\frac {\delta R}{R}}+{\frac {\delta n}{n}}-{\frac {\delta V}{V}}}
che mostra come l'errore relativo su P sia uguale alla somma degli errori relativi sulle singole grandezze che concorrono al suo calcolo.
Altri esempi in questo senso sono:
- il calcolo dell'area di un rettangolo:

{\displaystyle S=Ll} e {\displaystyle S+dS=(L+dL)(l+dl)=Ll+Ldl+ldL+dldL}
si può scrivere come:
{\displaystyle dS=((L+dL)(l+dl)-Ll)=Ldl+ldL+dLdl}
approssimabile in:
{\displaystyle dS=Ldl+ldL}
- il calcolo di un volume V = x · y · z:

{\displaystyle V(x+dx,y+dy,z+dz)=(x+dx)(y+dy)(z+dz)=}
{\displaystyle =xyz+dxyz+xdyz+xydz+xdydz+ydxdz+zdxdy+dxdydz}
diventa:
{\displaystyle dV=yzdx+zxdy+xydz+dxdydz}
approssimabile in {\displaystyle dV=yzdx+zxdy+xydz}
notando che:
{\displaystyle dV=yzdx+zxdy+xydz={\frac {\partial (xyz)}{\partial x}}dx+{\frac {\partial (xyz)}{\partial y}}dy+{\frac {\partial (xyz)}{\partial z}}dz}
dove:{\displaystyle {\frac {\partial (xyz)}{\partial x}}=yz;{\frac {\partial (xyz)}{\partial y}}=xz;{\frac {\partial (xyz)}{\partial z}}=xy}
- in generale il calcolo della variazione di una funzione ƒ(x,y,z).

{\displaystyle df(x,y,z)={\frac {\partial f(x,y,z)}{\partial x}}dx+{\frac {\partial f(x,y,z)}{\partial y}}dy+{\frac {\partial f(x,y,z)}{\partial z}}dz}

### Calcolo della funzione tangente inversa
Si può calcolare la propagazione dell'errore per la funzione tangente inversa come esempio dell'uso delle derivate parziali. Si definisce quindi la funzione:
{\displaystyle f(\theta )=\arctan {\theta }},
mentre {\displaystyle \sigma _{\theta }} è l'incertezza assoluta della misura di {\displaystyle \theta }.
La derivata parziale di {\displaystyle f(\theta )} rispetto a {\displaystyle \theta } è:
{\displaystyle {\frac {\partial f}{\partial \theta }}={\frac {1}{1+\theta ^{2}}}}.
Quindi, la propagazione dell'errore {\displaystyle \sigma _{f}} è pari a:
{\displaystyle \sigma _{f}={\frac {\sigma _{\theta }}{1+\theta ^{2}}}},

### Calcolo della resistenza elettrica
Un'applicazione pratica si ritrova nella misurazione della corrente elettrica I e del voltaggio V di un resistore con l'obiettivo di determinare la resistenza elettrica R utilizzando la legge di Ohm:
{\displaystyle R=V/I.}
Esprimendo le quantità misurate con le rispettive incertezze (I±ΔI e V±ΔV), l'incertezza ΔR del risultato è pari a:
{\displaystyle \Delta R=\left(\left({\frac {\Delta V}{I}}\right)^{2}+\left({\frac {V}{I^{2}}}\Delta I\right)^{2}\right)^{1/2}=R{\sqrt {\left({\frac {\Delta V}{V}}\right)^{2}+\left({\frac {\Delta I}{I}}\right)^{2}}}.}
Quindi, in questo semplice caso, l'errore relativo ΔR/R è pari alla radice quadrata della somma dei quadrati degli errori relativi delle due quantità misurate.